# Flogopit
Flogopit – pospolity minerał skałotwórczy z gromady krzemianów zaliczany do grupy mik.

## Właściwości
Tworzy pokaźnych rozmiarów kryształy tabliczkowe lub płytkowe podobne do biotytu, jednak od niego jaśniejsze. Jest giętki, sprężysty, przezroczysty. Często zawiera igiełkowe wrostki rutylu. Wykazuje obecność baru, żelaza, manganu, chromu.

## Występowanie
Stanowi składnik różnych skał metamorficznych i magmowych. Często powstaje w wyniku procesów hydrotermalnych i metasomatycznych. Współwystępuje z: kalcytem, dolomitem, diopsydem, antofyllitem, chlorytem. Występuje w utworach pneumatolitycznych, pegmatytach.
Miejsca występowania: Finlandia – Pargas, Szwecja – Aker, Szwajcaria – Campolungo, Włochy – Fassata, Novara, Crevola Kanada – ogromne kryształy z Sydenham w Ontario, Madagaskar, Rosja, Czechy – Hermanov (słynne hermanowskie kule), Rosja – okolice Jeziora Bajkał, Tommot na Płaskowyżu Ałdańskim, Kowdor na Półwyspie Kolskim (największe dotąd znalezione kryształy), Ural (ujednoznacznienie), Brazylia – Minas Gerais.
W Polsce – znany z Dolnego Śląska – okolice Strzelina, Góry Izerskie, Góry Złote, Masyw Śnieżnika.

## Zastosowanie
podobne jak muskowitu:
- minerał o wybitnych walorach kolekcjonerskich,
- znajduje zastosowanie w elektronice,
- doskonały izolator elektryczny,
- po sproszkowaniu używany jako posypka do papy,
- używany jako wypełniacz środków ochrony roślin.